# Владиня
Владиня (болг. Владиня) — село в Болгарии. Находится в Ловечской области, входит в общину Ловеч. Население составляет 443 человека.

## Политическая ситуация
В местном кметстве Владиня, в состав которого входит Владиня, должность кмета (старосты) исполняет Емилия Дамянова Колева (Болгарская социалистическая партия (БСП)) по результатам выборов.
Кмет (мэр) общины Ловеч — Минчо Стойков Казанджиев (Болгарская социалистическая партия (БСП)) по результатам выборов.